# Angel Killer
Angel Killer (Angel) è un film del 1984, diretto da Robert Vincent O'Neill e girato a Los Angeles. Nel corso degli anni, la pellicola è diventata un vero e proprio cult movie, tanto da dare origine a vari seguiti ed imitazioni.

## Trama
Los Angeles. Abbandonata dai genitori, la quindicenne Molly Stewart, mentre di giorno va a scuola, di notte si trasforma nella baby prostituta Angel. Quando un serial killer uccide gli amici che ha sulla Hollywood Boulevard, la ragazza compie la sua vendetta.

## Produzione
Quando Donna Wilkes recitò in questo film, girato nel 1983, aveva ben 25 anni - essendo nata nel 1959 - e non i 15 anni del suo personaggio Molly Stewart. Si preparò per il ruolo discorrendo a lungo con delle vere prostitute sulla Hollywood Boulevard e con i poliziotti del Los Angeles Police Department.

## Edizione italiana
Distribuito in Italia dalla Artisti Associati nel febbraio 1985.

## Home video
- Uscito in VHS dalla Domovideo.
- Edito in DVD dalla 01 Distribution, col titolo Angel, il 26 gennaio 2009

## Sequel
- Angel Killer II - La vendetta (1985)
- Angel Killer III - Ultima sfida (1988)
- Angel 4: Undercover (1994)